# Christopher Manderström
Christopher Manderström, född 2 december 1727 i Stockholm, död där 1 september 1788, var en svensk ämbetsman, översättare och författare.

## Biografi
Manderström var son till krigsrådet kammarherre Martin Ludvig Manderström och dennes hustru Maria Polhem samt dotterson till Christopher Polhem. Han gifte sig 1773 med drottning Sofia Magdalenas favorit, friherrinnan Virginia Charlotta Duvall och blev farfar till Ludvig Manderström.
Han fick en vårdad uppfostran och inträdde 1746, efter att samma år ha studerat politik och historia i Uppsala, i kronprinsens tyska kansli. Här befordrades han 1749 till Adolf Fredriks handsekreterare, varefter hela hans återstående tjänstetid ägnades åt hovchargen. Han utnämndes 1752 till drottning Lovisa Ulrikas kammarherre, 1760 uppdrogs åt honom att biträda sin far i vissa delar av hovförvaltningen och fyra år senare blev Manderström kammarherre hos kronprins Gustav och senare dennes handsekreterare samt handsekreterare, hovmarskalk och överkammarherre hos Sofia Magdalena. År 1771 blev han ståthållare på Ulriksdals slott och upphöjdes samma år på samma gång som fadern i friherrligt stånd. Han tog 1781 avsked från hovmarskalkstjänsten.
Manderström uppträdde som skald à la Dalin och skrev även poem på latin och franska samt översatte till svenska franska teaterstycken och operor. År 1779 utgav han Försök till et svenskt rim-lexikon. Någon tid före sin död utgav han med en för den tiden hos oss ovanlig typografisk prakt en samling av sina dikter, kallad Mina poetiska arbeten 1788, vilken innehåller dels tillfällighetsrim på svenska, latin och franska, dels några översättningar till det förstnämnda av dessa språk. Bland skämtsamma stycken lästes en "Nyårsönskan" till den bekante morianen Badin samt en "Bruvisa" på uppländskt bygdemål med mycket nöje. Han var en av de första ledamöterna av Vitterhetsakademien.

## Skrifter (urval)
- Hetwäggen, betraktad til desz bruk och beskaffenhet (Stockholm, 1756)
- Tal, hållet för kongl. svenska vitterhets academien, af fri-herre Christopher Manderström ... då han derstädes blef intagen den 24 nov. 1773 (Stockholm, 1773)
- Försök til et svenskt rim-lexicon (Stockholm, 1779)
- Mina poëtiska arbeten (Stockholm, 1788)

## Översättningar (urval)
- Marcus Aurelius: Den romerske keisarens Marci Aurelii Antonini Betraktelser öfwer sig sielf ... (Stockholm, 1755)
- François de Salignac de la Mothe Fénelon: Afhandling om unga fruntimers upfostran; ... tillika med de La Chetardyes undervisning för en ung prinsessa (Stockholm, 1762) Länk till fulltext (pdf)
- Voltaire: Cæsars död: sorge-spel i tre öpningar (La mort de Cesar) (Stockholm, 1764)
- Gabriel de Mably: Phocions samtal om stats-konstens förbindelse med sedoläran (Entretiens de Phocion sur la rapport de la morale et de la politique) (Stockholm, 1766)
- Pierre Laujon: Silvie, opera i tre acter, med en prologue (Silvie) (Stockholm, 1774) Länk till fulltext (pdf)
- Jean Racine: Andromach, sorgespel i fem acter (Stockholm, 1778)
- Charles Georges Fenouillot de Falbaire de Quingey: Martin och Gripon eller De bägge girige; comedia i två acter blandad med sång (Les deux avares) (Stockholm, 1778)
- François Louis Gand Lebland Du Roullet: Iphigenie uti Auliden, tragedie-opera i tre acter (Stockholm, 1778) Länk till fulltext (pdf)
- Zulime, eller Den sköna slafvinnan: comedie i en act, blandad med sång (Stockholm, 1779)
- Jacques-Marie Boutet de Monvel: Julie: comedie i tre acter, blandad med sång (Stockholm, 1786)
- Jacques-Marie Boutet de Monvel: Et ögnablicks förseelse, eller Fortsättning af Julie: comedie i en act, blandad med sång (L' erreur d' un moment, ou La suite de Julie) (Stockholm, 1787)